# ۵۲۳ (خورشیدی)
۵۲۳ پانصد و بیست و سومین سال هجری خورشیدی است.